# Stone (Kent)
Pour les articles homonymes, voir Stone.
Stone est une paroisse civile et un village du Kent, en Angleterre.